# بانگ مینآه
بانگ مینآه (به انگلیسی: Bang Min-ah) (زاده ۱۳ می ۱۹۹۳) خواننده و بازیگر اهل کره جنوبی است.
او عضو گروه گرلز دی است.